# آشفته‌زمین

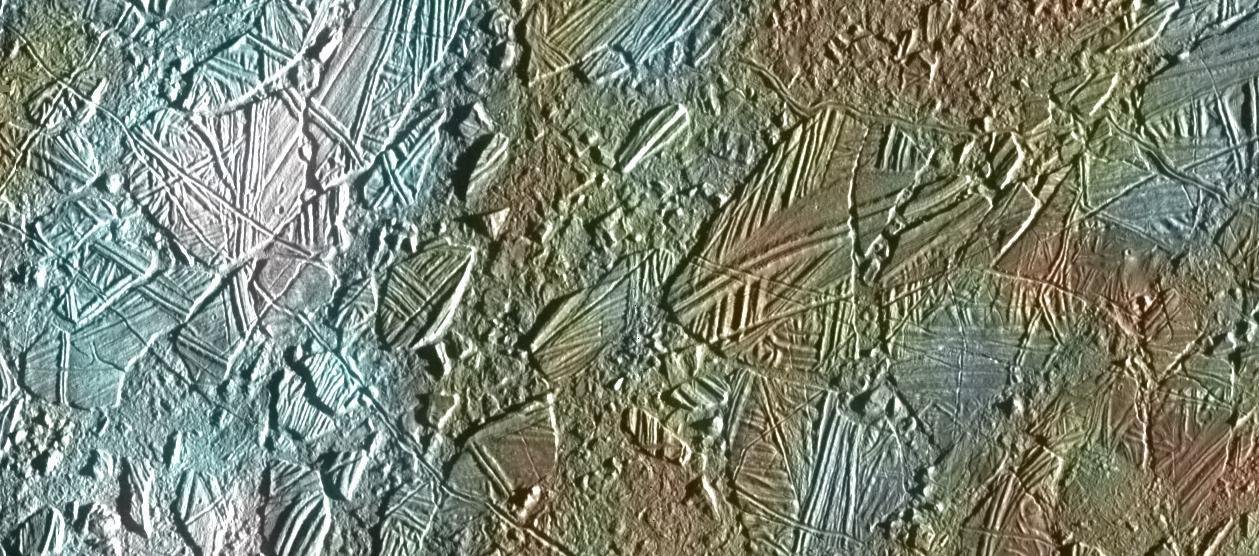
آشفته‌زمین کنامارا در اروپا

در اخترزمین‌شناسی آشفته‌زمین (انگلیسی: Chaos terrain) اشاره به سطح پر هرج و مرج اجرام آسمانی است که در آن ویژگی‌هایی مانند برآمدگی‌ها، شکاف‌ها و دشت‌ها به هم ریخته و درهم آمیخته با یکدیگر به نظر می‌رسند. داشتن سطح با زمینهٔ پرهرج‌ومرج یکی از ویژگی‌های قابل توجه سیاره‌های مریخ و عطارد، قمر مشتری اروپا، و سیاره کوتوله پلوتو است. در نامگذاری علمی، «آشفته» یا «آشوب» به‌عنوان پاره‌ای از اسم‌های خاص آن‌ها استفاده می‌شود (به‌عنوان مثال، «آشفته‌زمین آریوم» در مریخ).

## در مریخ

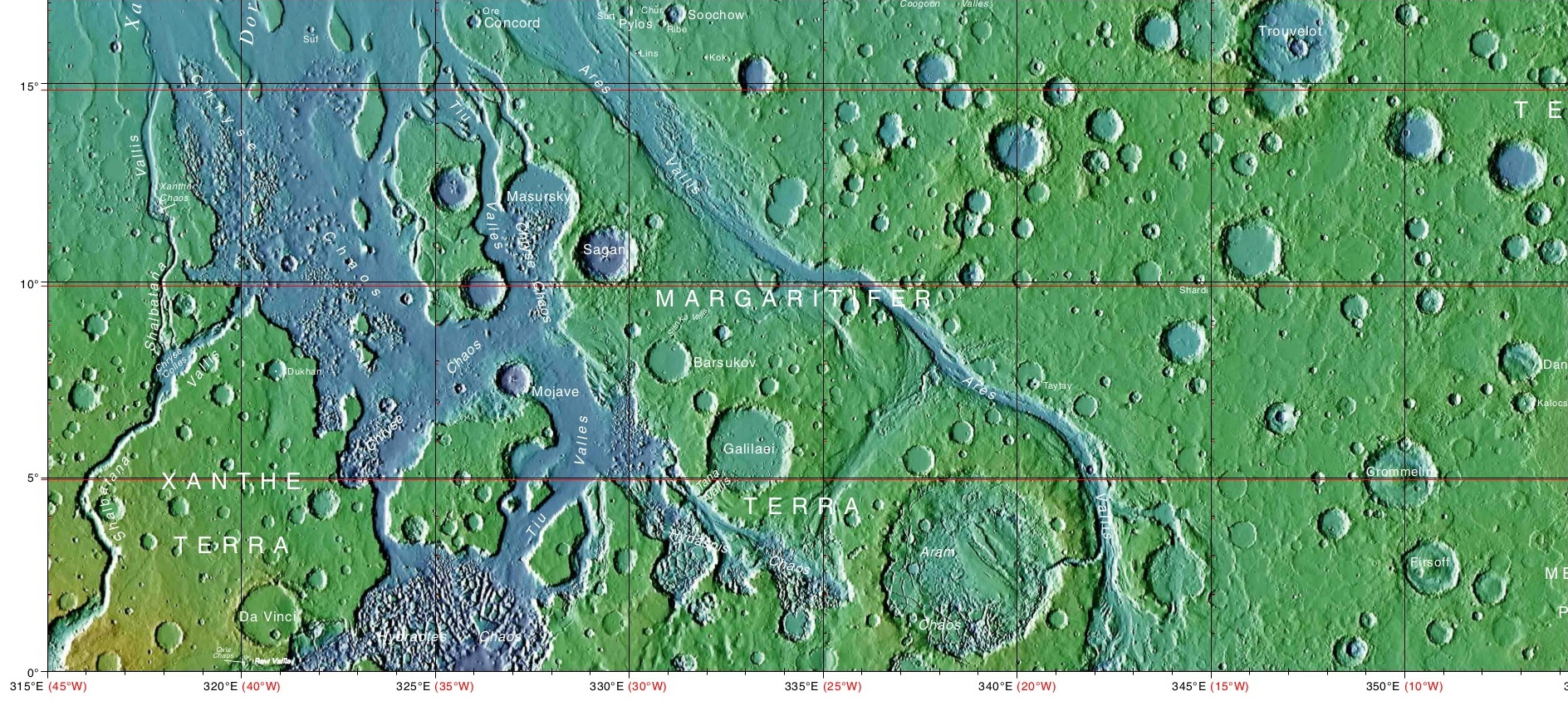
Tography map of Oxia Palus region of Mars showing the location of a number of chaos regions
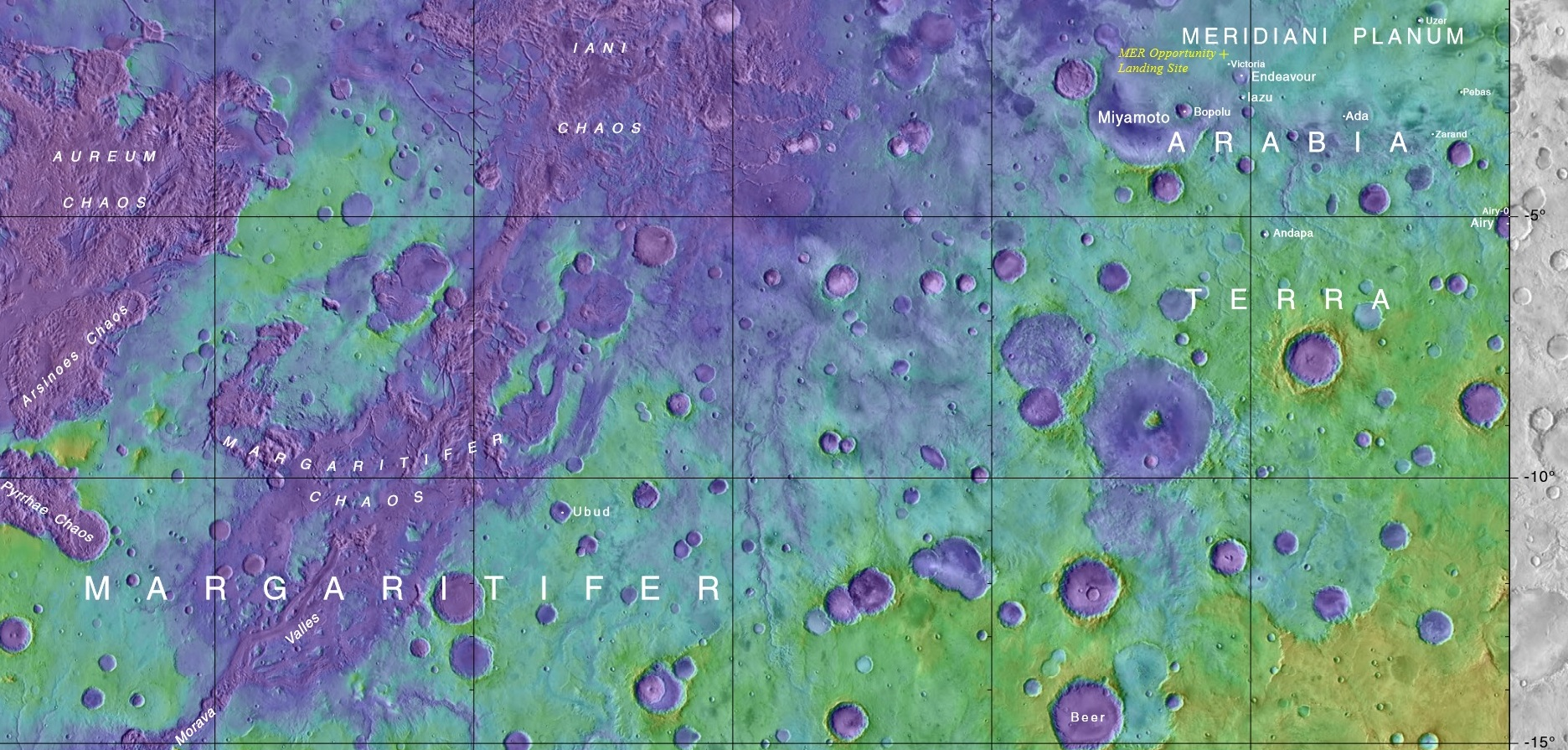
Map showing location of Arsinoes Chaos (far left), Iani Chaos, Aureum Chaos, Margaritifer Chaos, and other nearby features
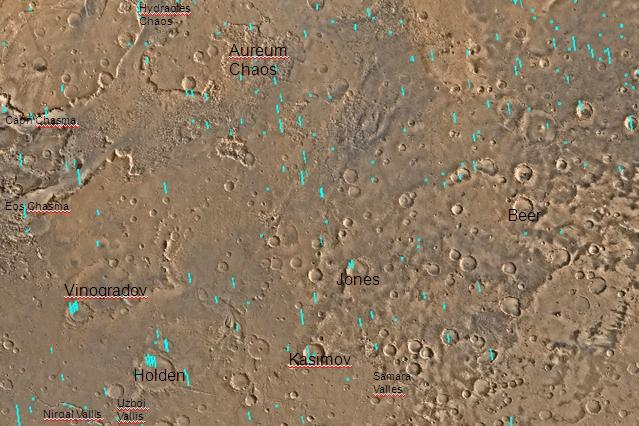
نقشهٔ چهارگوش سینوس مارگاریتیفر با جزئیات عمده.  آروم آشفته در نزدیکی بالای نقشه قرار دارد.
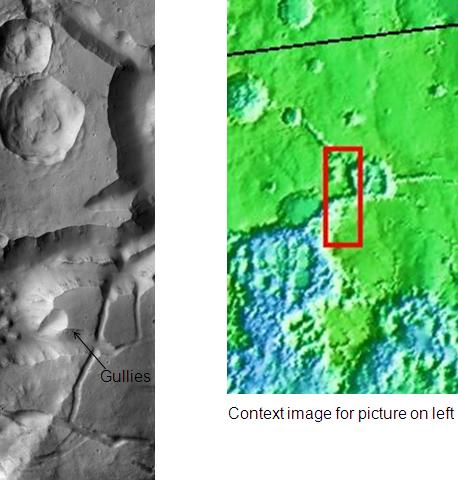
Huge canyons in Aureum Chaos, as seen by THEMIS.  Gullies are rare at this latitude.  Image from Margaritifer Sinus quadrangle.
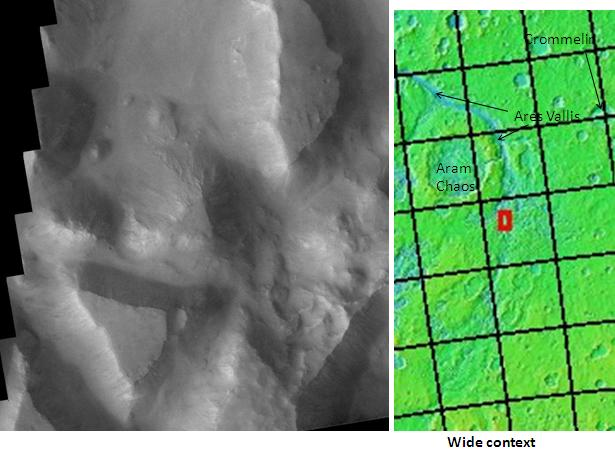
Iani Chaos, as seen by THEMIS.  Sand from eroding mesas is covering brighter floor material.  Click on image to see relationship of Iani Chaos to other local features.  Image from Margaritifer Sinus quadrangle.
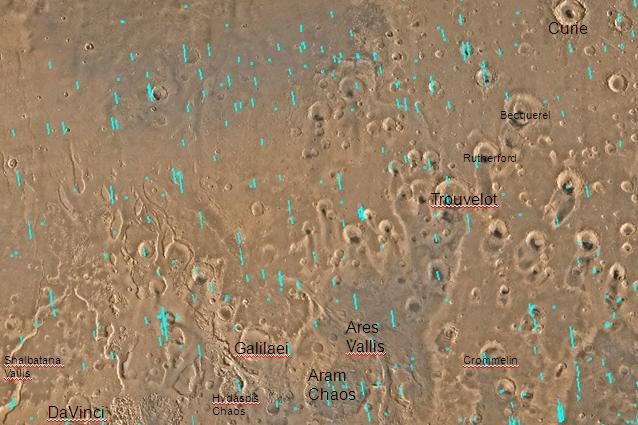
Quadrangle نقشهٔ نقشه چهارگوش اکسیا پلاس با جزئیات اصلی مشخص شده‌است. این چهارگوش شامل بسیاری از مناطق فرورفته از سطح با توپوگرافی آشفته، و بسیاری از کانال‌های خروجی (یا دره‌های رودخانه) است.

## در عطارد

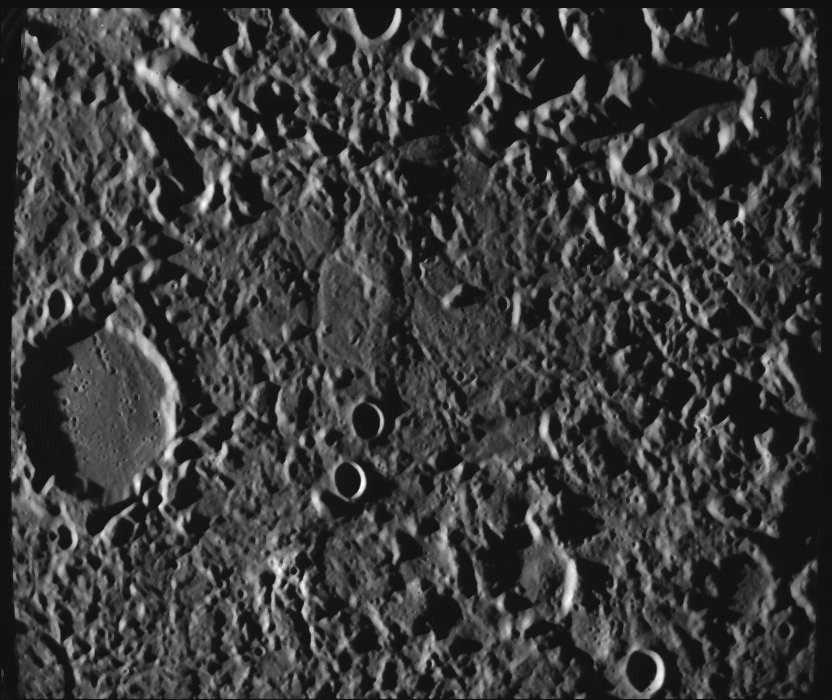
The chaotic terrain at the antipode of the Caloris Basin